# 圣米夏埃尔之战
圣米夏埃尔之战（法语：Bataille de Sankt Michael）发生于1809年5月25日。此役中，保罗·格列尼尔指挥的法国军队在奥地利上施泰尔马克的圣米夏埃尔击败了弗朗茨·杰拉西奇的奥地利师。此役发生在拿破仑战争中第五次反法同盟期间法国取得初步胜利之后。圣米夏埃尔位于维也纳西南约140公里。
杰拉西奇的奥地利师最初是卡尔大公多瑙河军团的一部分，在埃克米尔战役之前被派往南部，后来被命令在格拉茨与约翰大公的军队会合。当该部向格拉茨撤退时，杰拉西奇的师穿过了欧仁·德·博阿尔内意大利军队的防区，后者正在向东北推进以追击约翰大公。得知杰拉西奇的动向后，欧仁派出两个师来拦截这支奥地利部队。
保罗·格列尼尔的师及时拦截了杰拉西奇的部队并发动了攻击。虽然奥地利人起初能够阻止法军的进攻，但他们无路可逃。法国第二个师的到来确保了法军对杰拉西奇的数量优势，同时后者严重缺乏骑兵和大炮。格列尼尔接下来的进攻摧毁了奥地利的防线，俘虏了数千名奥地利士兵。当杰拉西奇最终于约翰大公会合时，他的部队只剩下最初的一小部分。

## 背景
在1809年的法奥战争中，拿破仑皇帝在4月20日至21日的阿本斯贝格和兰休特战役中击败了约翰·冯·希勒的部队。次日，拿破仑在埃克米尔战役中击败了卡尔大公，迫使后者率领主力部队通过雷根斯堡撤退到多瑙河的北岸。在南岸，希勒带着他的部队向东撤退，安德烈·马塞纳元帅则在后方追击。

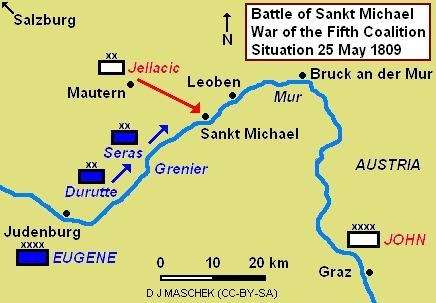
圣米夏埃尔战役

在1809年战争开始时，弗朗茨·杰拉西奇中将的师是奥地利第六军团的一部分，由康斯坦丁·埃廷斯豪森少将和约瑟夫·霍夫迈斯特·冯·霍芬内克将军领导的两个线列步兵旅组成。然而，入侵巴伐利亚时，卡尔大公让杰拉西奇从萨尔茨堡推进并占领了慕尼黑。为了更好地执行这项任务，霍夫迈斯特的线列步兵旅被换为卡尔·多尔迈耶·冯·普罗旺什少将的骑兵旅。奥军的撤退开始后，杰拉西奇奉命退回萨尔茨堡。因此，他的部队从4月29日开始在萨尔茨堡集结。杰拉西奇认为骑兵在山区用处不大，因此于5月1日将两个骑兵团派往维也纳。希勒于5月3日参加了埃伯斯贝格战役，然后越过北岸前往多瑙河。5月4日-5日，杰拉西奇的匈牙利正规军击退了由弗朗索瓦·约瑟夫·勒费弗尔元帅追击奥军的巴伐利亚旅。
在意大利，约翰大公于4月16日在萨西莱战役中击败了欧仁总督。欧仁后退到维罗纳，在那里他聚集了援军，直到他的人数超过了他的奥地利对手。在得知卡尔大公撤退的消息后，约翰于5月1日放弃了他的阿迪杰河防御工事。
5月8日，欧仁和约翰进行了皮亚韦河战役，奥地利最终继续撤退。约翰在撤退中分散了他的军队，派遣伊格纳兹·久莱中将沿着向南的路线前往卢布尔雅那，同时将他的削弱的主力向东北带到菲拉赫。欧仁派遣雅克·麦克唐纳将军和20,000名士兵追击久莱，自己则率领25,000名士兵追击约翰。当约翰的纵队接近克拉根福和格拉茨时，欧仁于5月20日进入菲拉赫。
5月15日，杰拉西奇率领10,200名士兵和16门大炮驻守在萨尔茨堡。他的部队包括2,880名训练有素的正规军和60名骑兵。在接到与约翰大公在格拉茨会合的命令后，杰拉西奇于5月19日撤离了萨尔茨堡。到这个时候，他的位置已经非常危险。在菲拉赫的法军距离格拉茨只有130公里，而杰拉西奇则距离200公里。

## 战斗
5月23日晚上，杰拉西奇的纵队进军施泰尔马克地区毛特恩。与此同时，欧仁的主力部队抵达穆尔河上的尤登堡。约翰大公警告杰拉西奇，欧仁正前往穆尔河畔布鲁克，而且两军的行军路线在圣米夏埃尔相交。大约在这个时候，欧仁意识到杰拉西奇就在附近，于是命令格列尼尔将最近的两个师——让·马蒂厄·塞拉斯和皮埃尔·弗朗索瓦·约瑟夫·杜鲁特的师向东北推进并拦截奥地利人。杰拉西奇的部队此时只剩下四门火炮。

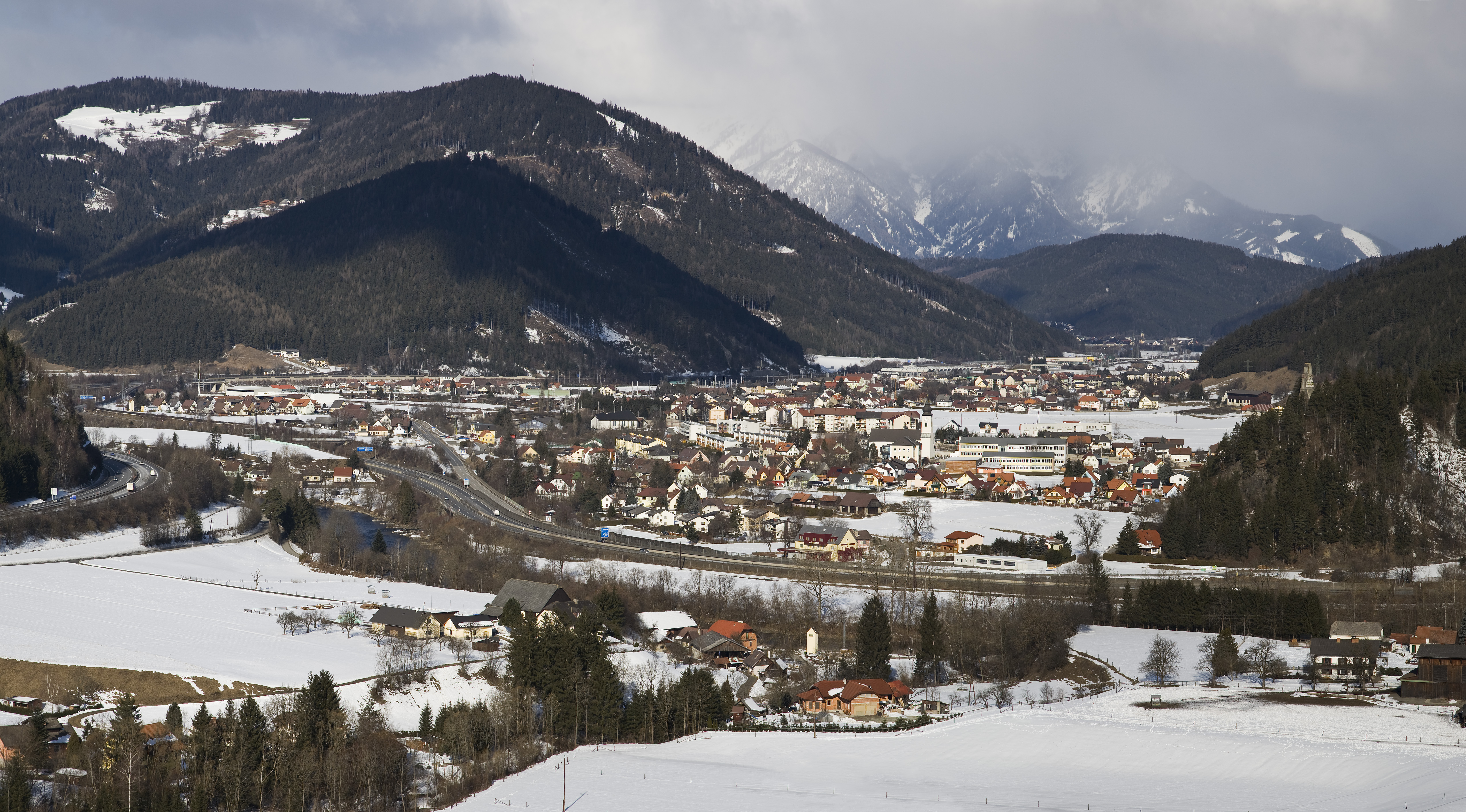
圣米夏埃尔

杰拉西奇的先遣部队于5月25日上午9时抵达圣米夏埃尔，他的大部分部队已经到达了北边的一个位置。然而，格列尼尔的先遣部队很快就出现在了西南方向。杰拉西奇派出他的60名骑兵和一个步兵旅在小镇西边的山脊上抵挡法军。上午10时，法军袭击了奥军的防线，但被击退了。法军则继续对奥地利阵地施压，奥地利则将另外5,000名士兵投入了战斗。法军的另一个师于下午抵达，此时法军比奥军的人数多了7,000人。

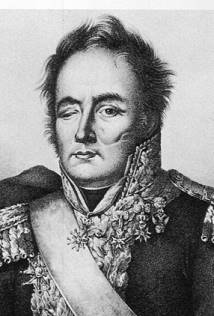
皮埃尔·杜鲁特

格列尼尔准备一次派两个师进行突击。他将路易斯·加罗将军的一个旅置于第一线。杜鲁特将军的一个旅则在第二线。法军指挥官还派出第62线列步兵团的两个营沿穆尔河南岸打击奥军左翼。
在法军的全面进攻下，杰拉西奇的部队无力招架。而且很多部队被第62线列步兵团的侧翼包围牵制。下午4时，法军的突袭粉碎了奥地利的阵地。侧翼的法军也切断了奥军北撤的道路。奥地利人沿着穆尔河谷向东北溃败，法军紧追不舍。第二天，杰拉西奇的部队只有2,000人抵达格拉茨。

## 结果
格列尼尔几乎摧毁了杰拉西奇的整个师。奥地利部队阵亡423人，受伤1,137人，被俘4,963人，失踪50人。法军阵亡200人，受伤400人，被奥军俘虏70人。历史学家迪格比·史密斯将这场灾难归咎于杰拉西奇在萨尔茨堡停留的时间过长，以及他将大部分骑兵和炮兵抛下。奥地利陆军历史学家君特·罗森堡称杰拉西奇为“一个非常不幸但无能的将军”。6月14日，法国和奥地利的主力军队在拉布之戰中进行了进一步战斗。

## 脚注
1. 1 2  Bodart 1908，第406頁.
2. 1 2 3 4 5 6 7 8  Smith 1998，第312頁.
3. 1 2 3 4 5  Schneid 2002，第86頁.
4. ↑  Smith 1998，第290-291頁.
5. ↑  Smith 1998，第292頁.
6. ↑  Smith 1998，第292-294頁.
7. ↑  Bowden & Tarbox 1980，第70頁.
8. 1 2 3  Schneid 2002，第85頁.
9. ↑  Arnold 1990，第260n頁.
10. ↑  Petre 1976，第249頁.
11. ↑  Rothenberg 1982，第138頁.
12. ↑  Smith 1998，第299頁.
13. ↑  Smith 1998，第286頁.
14. ↑  Schneid 2002，第76-77頁.
15. ↑  Smith 1998，第300頁.
16. ↑  Schneid 2002，第83頁.
17. ↑  Bowden & Tarbox 1980，第115頁.
18. ↑  Schneid 2002，第86-87頁.
19. ↑  Rothenberg 1982，第145頁.
20. ↑  Schneid 2002，第87-88頁.

## 延伸阅读
- Chandler, David. . Weidenfeld and Nicolson. 1966.